# Henner Misersky
Henner Misersky, eigentlich Henrich Misersky (* 25. Dezember 1940 in Jena; † 11. August 2023), war ein deutscher Leistungssportler und Skilanglauftrainer. Nachdem er sich dem staatlich organisierten Doping im DDR-Leistungssport verweigert hatte, wurde er als Trainer entlassen. In den späteren Jahren seines Lebens gewann Misersky zahlreiche deutsche Seniorenmeisterschaften im Skilanglauf und mehrere Goldmedaillen bei Seniorenweltmeisterschaften. 

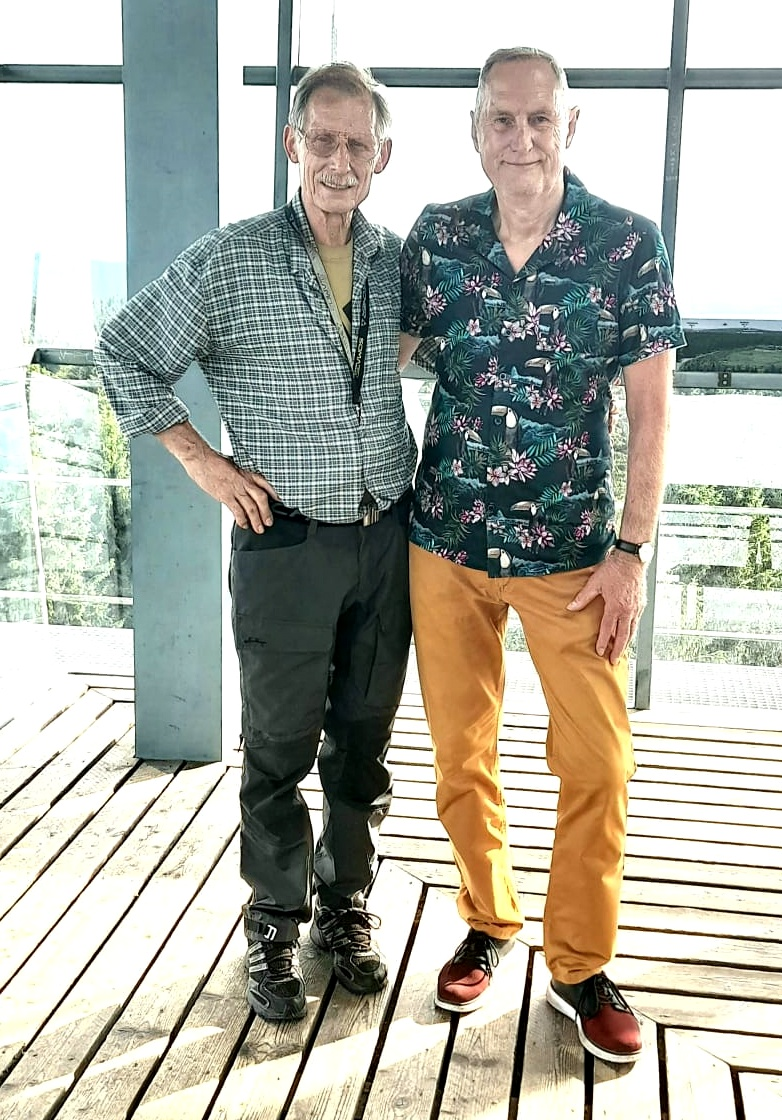
Henner Misersky (links) 2022

## Leben
Misersky machte eine Ausbildung als Zahntechniker, absolvierte berufsbegleitend eine Sonderreifeprüfung und studierte an der Universität Jena Sportwissenschaft. Als aktiver Leistungssportler lief er Mittel- und Langstrecken, seine Paradedisziplin war der 3000-Meter-Hindernislauf. Er erhielt die staatliche Auszeichnung „Meister des Sports“. Von 1957 bis 1972 nahm er ohne Unterbrechung an DDR-Leichtathletik-Meisterschaften teil. 1958 wurde er für den SC Chemie Halle DDR-Vizemeister im 1500-Meter-Hindernislauf der A-Jugend. 1960 DDR-Juniorenmeister mit neuem DDR-Rekord, den er im gleichen Jahr dreimal verbessert hatte (ebenfalls SC Chemie Halle). Seine beste Platzierung bei den Senioren war der zweite Platz bei den DDR-Meisterschaften 1965, den dritten Rang erreichte er 1966 für den SC Motor Jena und 1971 für den Hochschulsportverein der TH Ilmenau, wo er ab 1969 als Hochschulsportlehrer tätig war. 1966 und 1967 wurde er für die Friedrich-Schiller-Uni Jena DDR-Studentenmeister. Seine persönliche Bestleistung im Hindernislauf betrug 8:38,2 min (erzielt 1966). Im Juli 1965 lief er deutsche Jahresbestzeit: 8:38,6″. Zudem betrieb er Skilanglauf und erreichte 1967 und 1968 bei „DDR-Bestenermittlungen“ (einer Art Amateurmeisterschaft ohne Clubsportler) den ersten Platz über 30 Kilometer.
Henner Misersky heiratete Ilse Schönemann, 1961 DDR-Meisterin und „Meister des Sports“ im 800-Meter-Lauf. Sie bekamen zwei Töchter, darunter Antje.
Wegen seiner Bekanntschaften mit westdeutschen Sportlern wurde Misersky zum Beobachtungsobjekt des Ministeriums für Staatssicherheit. So hatten ihn Manfred Letzerich und der Zweite der Deutschen Leichtathletik-Meisterschaften 1965 über 3000 Meter Hindernis, Helmut Neumann, 1966 in der DDR besucht. Spitzel trugen noch weitere Anzeichen zusammen, die ihn aus der Sicht des MfS als politisch unzuverlässig erscheinen ließen, unter anderem politische Äußerungen zum Prager Frühling und eine angebliche Mitwisserschaft der Flucht aus der DDR von Jürgen May, die ihm jedoch nicht nachgewiesen werden konnte. In einem Bericht an die Staatssicherheit gab der spätere Präsident des Landessportbunds Thüringen, Manfred Thieß, eine negative Beurteilung seiner „charakterlichen Haltung und politischen Einstellung“. Misersky konnte sein Studium mit dem Diplom beenden, seine wissenschaftliche Laufbahn an der Jenaer Universität aber nicht fortsetzen.
Er wurde Hochschulsportlehrer und Trainer für Ausdauersport an der Technischen Hochschule Ilmenau und ab 1983 Nachwuchstrainer Skilanglauf auf Grund einer Delegierung (Lösung leistungssportlicher Aufgaben) zum SC Motor Zella-Mehlis, Kinder- und Jugendsportschule Oberhof. Seine Töchter (Antje und ihre Schwester) waren als Skilangläuferinnen im Jugendbereich erfolgreich. Nach seiner Weigerung, den von ihm trainierten Langläuferinnen (darunter seine Tochter Antje) männliche Hormone als Dopingmittel zu verabreichen, wurde er 1985 fristlos als Trainer entlassen. Seine Tochter, unter Druck gesetzt, trat aus der DDR-Nationalmannschaft zurück und durfte im Folgewinter bei den DDR-Langlaufmeisterschaften ihren Titel nicht verteidigen.
1992 warf er in einem Fernsehinterview bei den Olympischen Winterspielen in Albertville dem Deutschen Skiverband vor, dopingbelastete Trainer aus der DDR übernommen zu haben. Er befürwortete öffentlich flächendeckende Dopingkontrollen im Skisport und trat in Prozessen gegen Dopingtäter als Zeuge auf. Von der Landesregierung Thüringens wurde Misersky als Trainer rehabilitiert und erhielt ab 1992 eine Anstellung über die Kultusbehörde als Spezialsportlehrer für Ski-Langlauf am Sportgymnasium Oberhof.
2018 trat er wegen unüberbrückbarer Differenzen mit der damaligen Vorsitzenden Ines Geipel aus der Doping-Opfer-Hilfe (DOH) aus, deren Gründungsmitglied er war.
Ines Geipel reichte im Jahr 2018 sieben Unterlassungsklagen gegen Misersky ein, die das Berliner Kammergericht in zweiter Instanz jedoch im Oktober 2021 abwies. Er hatte sich kritisch zu Veröffentlichungen und Falschangaben im Zusammenhang mit sportlichen Leistungen und Falschangaben zu einer vermeintlichen Opferbiografie geäußert. Die Tageszeitung resümierte im Dezember 2020: „Hinter den persönlichen Auseinandersetzungen, die vor Berliner Gerichten gelandet sind, liegt ein grundsätzlicher Streit über die Interpretation der Dopinggeschichte im DDR-Sport.“ Misersky sei der festen Überzeugung, „auch aus eigener Erfahrung, dass man als Trainer, Arzt, als erwachsener Athlet, definitiv Nein zum Doping in der DDR sagen konnte“. Er sah bei der Mehrzahl von ehemaligen erwachsenen DDR-Reisekader-Sportlern eine Mitverantwortung und auch bei Geipel selbst starke Anhaltspunkte für selbstbestimmtes, wissentlich praktiziertes Doping.
Misersky war Mitautor des Dossiers „Blackbox Doping-Opfer – wie Politik und Öffentlichkeit mit fragwürdigen Zahlen getäuscht werden“ vom Januar 2019.
Henner Misersky starb im August 2023 im Alter von 82 Jahren an den Folgen einer Krebserkrankung.

## Ehrungen
Für seine generelle Haltung gegen Doping zeichnete die DOH ihn 2009 mit der Heidi-Krieger-Medaille aus. 2010 erhielt er die goldene Ehrennadel des Thüringer Skiverbands. Am 25. Mai 2012 wurde er in die Hall of Fame des deutschen Sports aufgenommen. 2019 wurde er wegen seiner Verdienste für einen fairen dopingfreien Sport vom Fachmagazin „German Road Races“ als Trainer des Jahres gewählt.